# Joaquín Piña Batllevell
Joaquín Piña Batllevell SJ (* 25. Mai 1930 in Sabadell; † 8. Juli 2013 in Buenos Aires) war Bischof von Puerto Iguazú.

## Leben
Er trat in die Gesellschaft Jesu ein und wurde am 10. Dezember 1961 zum Priester geweiht. Er wurde nach Paraguay geschickt, wo er sich intensiv mit Sozialarbeit für Bauern befasste und die Bildung der Agrarbünde förderte, die sich in Fragen des Landbesitzes gegen das Stroessner-Regime gestellt hatten.
Papst Johannes Paul II. ernannte ihn am 16. Juni 1986 zum Bischof von Puerto Iguazú. Der Bischof von Posadas, Jorge Kémérer SVD, spendete ihm am 16. August desselben Jahres die Bischofsweihe; Mitkonsekratoren waren Celso Yegros Estigarribia, Bischof von Carapeguá, und Miguel Hesayne, Bischof von Viedma. 
Am 3. Oktober 2006 nahm Papst Benedikt XVI. sein altersbedingtes Rücktrittsgesuch an. Er starb am 8. Juli 2013 im Krankenhaus Austral in Buenos Aires an den Folgen eines Herzinfarkts.